# 올말리크

올말리크(우즈베크어: Olmaliq, Олмалиқ, 러시아어: Алмалык 알말리크[*])는 우즈베키스탄 타슈켄트주의 도시로 인구는 112,078명(2007년 기준), 높이는 530m이다. 타슈켄트에서 동쪽으로 약 65km 정도 떨어진 곳에 위치한다.